# Belgie na Letních olympijských hrách 2012
Belgie se účastnila Letní olympiády 2012. Zastupovalo ji 119 sportovců (75 mužů a 44 žen) v 16 sportech.

## Medailisté
| Medaile | Jméno                 | Sport             | Soutěž                                         |
| ------- | --------------------- | ----------------- | ---------------------------------------------- |
| Stříbro | Lionel Cox            | Sportovní střelba | muži 50 metrů libovolná malorážka 60 ran vleže |
| Bronz   | Evi van Acker         | Jachting          | ženy Laser Radial                              |
| Bronz   | Charline Van Snicková | Judo              | ženy 48 kg                                     |